# Ramziya al-Iryani
Ramziya al-Iryani (1954 - 14 novembre 2013) est une écrivaine yéménite.
Dans les années 1970, elle est la première nouvelliste yéménite à être éditée avec son titre Dhahiyat al-Jash`e (The Martyr of Greed). Il faudra attendre 1997 pour que cela se reproduise.
Elle meurt à Berlin le 14 novembre 2013 lors d'une opération chirurgicale. Elle est inhumnée à Sanaa. 